# Droga wojewódzka 716
Die Droga wojewódzka 716 (DW 716) ist eine 38 Kilometer lange Droga wojewódzka (Woiwodschaftsstraße) in der polnischen Woiwodschaft Łódź, die Koluszki mit Piotrków Trybunalski verbindet. Die Strecke liegt im Powiat Łódzki wschodni, im Powiat Tomaszowski, im Powiat Piotrkowski und in der kreisfreien Stadt Piotrków Trybunalski.

## Streckenverlauf
Woiwodschaft Łódź, Powiat Łódzki wschodni
-  Koluszki (DW 715)
- Różyca

Woiwodschaft Łódź, Powiat Tomaszowski
- Nowe Chrusty
- Pogorzałe Ługi
- Stefanów
-  Rokiciny (DW 713)
- Łaznów
- Będków
- Kalinów
- Kalska Wola
- Kiełczówka

Woiwodschaft Łódź, Powiat Piotrkowski
- Baby
- Moszczenica
- Raków Duży

Woiwodschaft Łódź, Kreisfreie Stadt Piotrków Trybunalski
-  Piotrków Trybunalski (Petrikau) (A 1, S 8, DK 1, DK 12, DK 74, DK 91, DW 473)